# 北新地站
北新地站（日语：／ Kita-shinchi eki */?）是位於日本大阪府大阪市北區梅田，屬於西日本旅客鐵道（JR西日本）JR東西線的鐵路車站。車站編號是JR-H44。本站的象徵以鄰近江戶時代米市場所在的堂島而定為「稻穗」。
本站為大阪市內各車站發出之乘車券於東西線上能使用的最後一站，如果使用大阪市內車站發出之乘車券繼續前往尼崎方向乘車，則視作無票（如大阪至尼崎，大阪站至北新地站可使用乘車券，而北新地站至尼崎站則需買票乘車）。

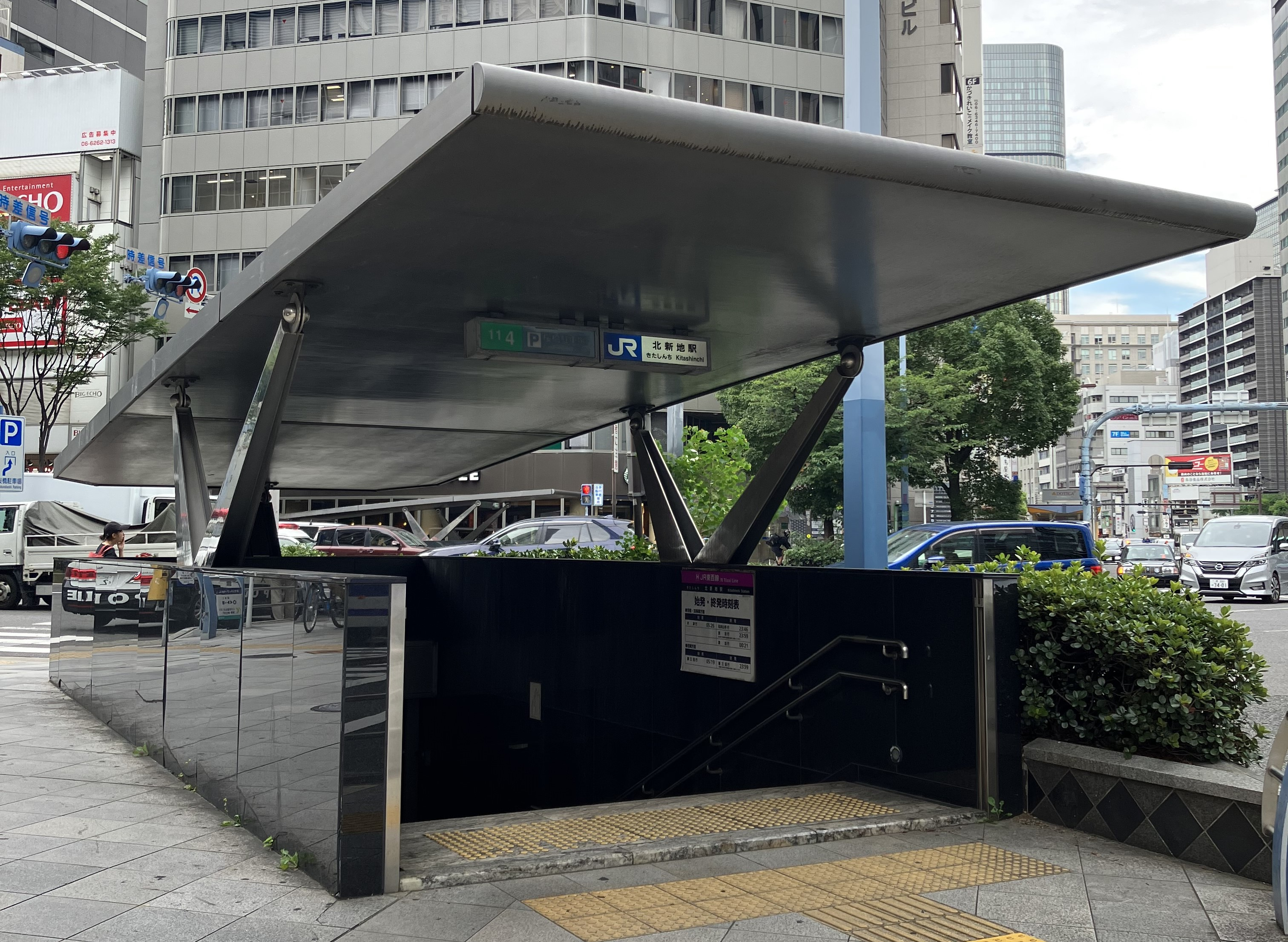
11-4出入口(2024年7月)

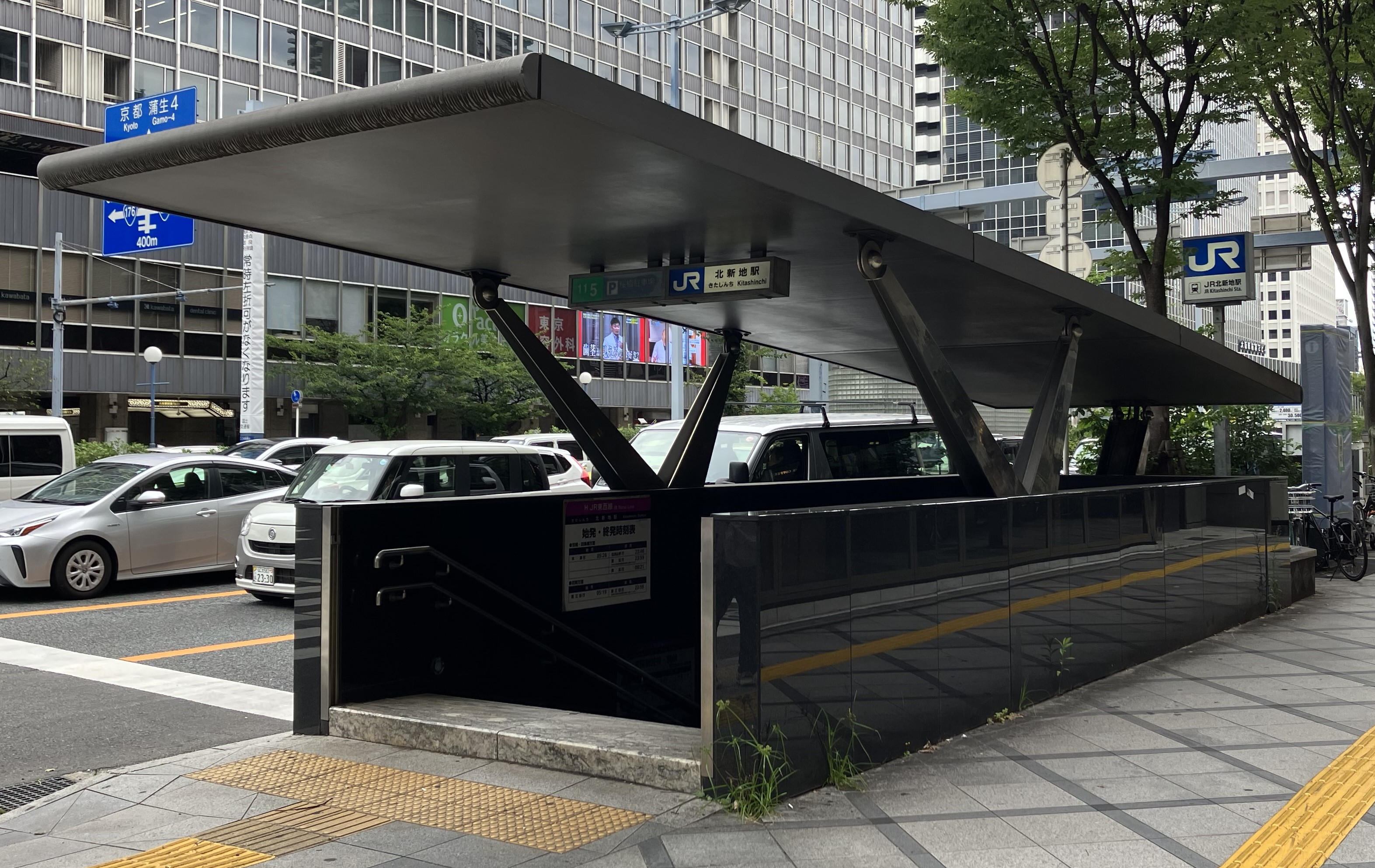
11-5出入口(2024年7月)

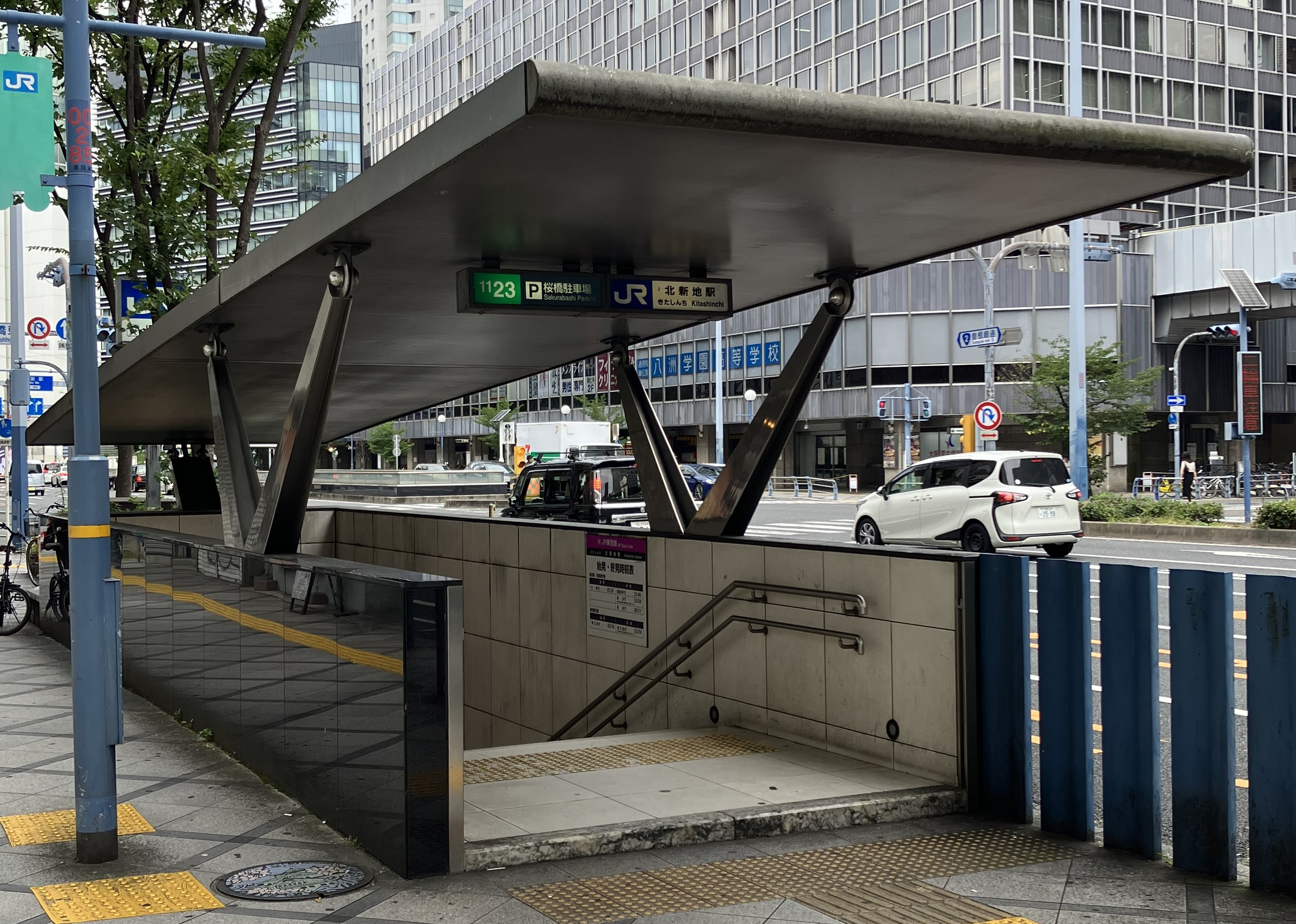
11-23出入口(2024年7月)

## 車站構造
本站為島式月台1面2線的地下車站，月臺長度可容納8節編組列車。本站實際上為轉乘車站，站内設有通道通往JR大阪站、阪神梅田站及地下鐵西梅田站，可與大阪市高速電氣軌道及阪神電氣鐵道轉乘。
本站在2011年3月27日作為JR西日本常規路線上的車站首次安裝月臺安全門。由於東西線列車通常為四門車廂，因此只安裝7節編組的長度，而安裝後將無法停靠以8節編組或3門車廂的列車。 2011年3月12日時刻表改正后，東西線直通大阪東線的原配車的223系6000番台4+4編成將換成321系或207系。末尾一節長度（京橋方向的8號車廂的部分位置）亦設置安全門，以防止人員進入軌道。 安全門的開關方法是在列車到達時先打開安全門，然後再打開車門，與其他方法不同的是，當列車離開時要先關閉站台圍欄的門，然後再關閉車門。

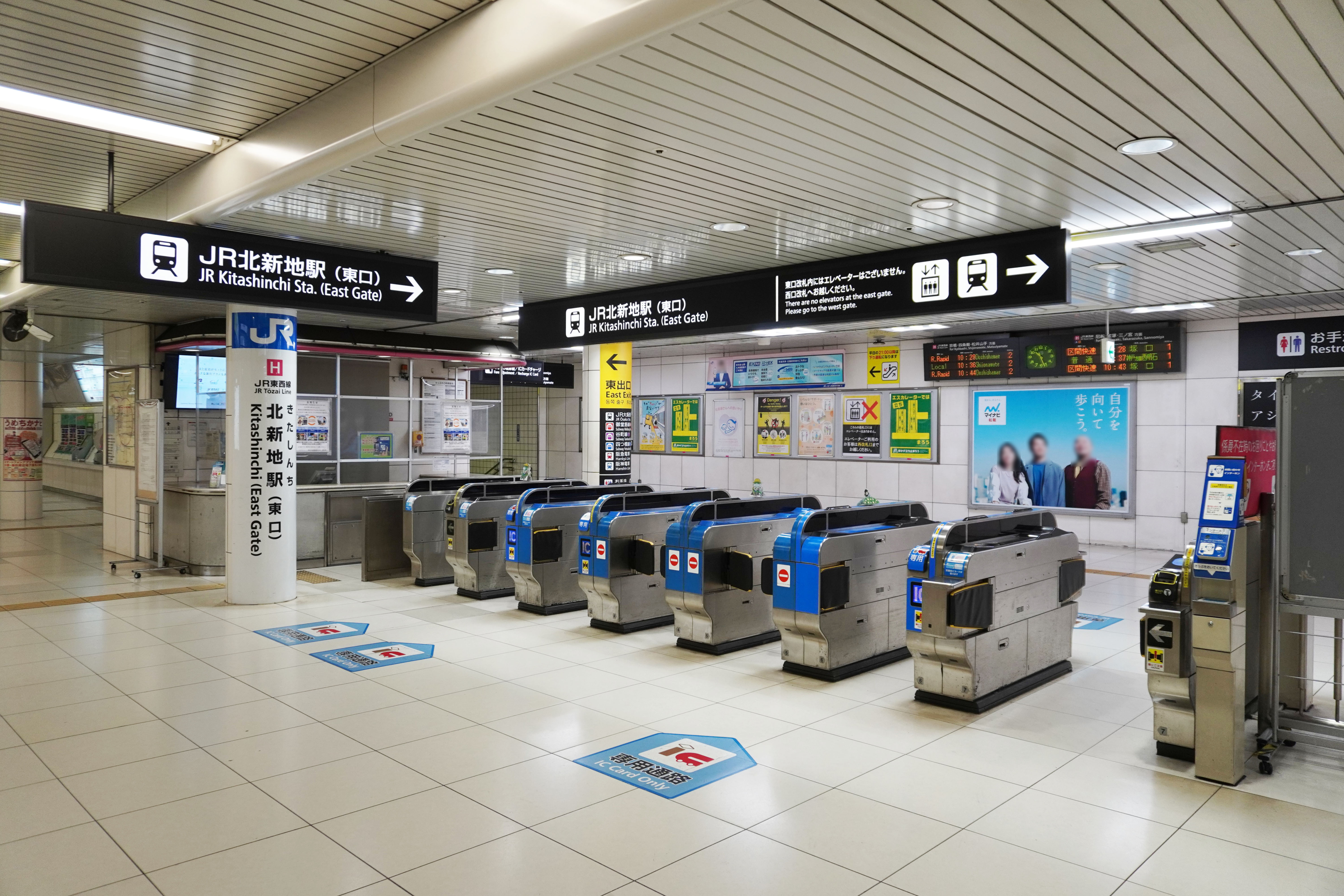
東驗票閘口(2023年2月)

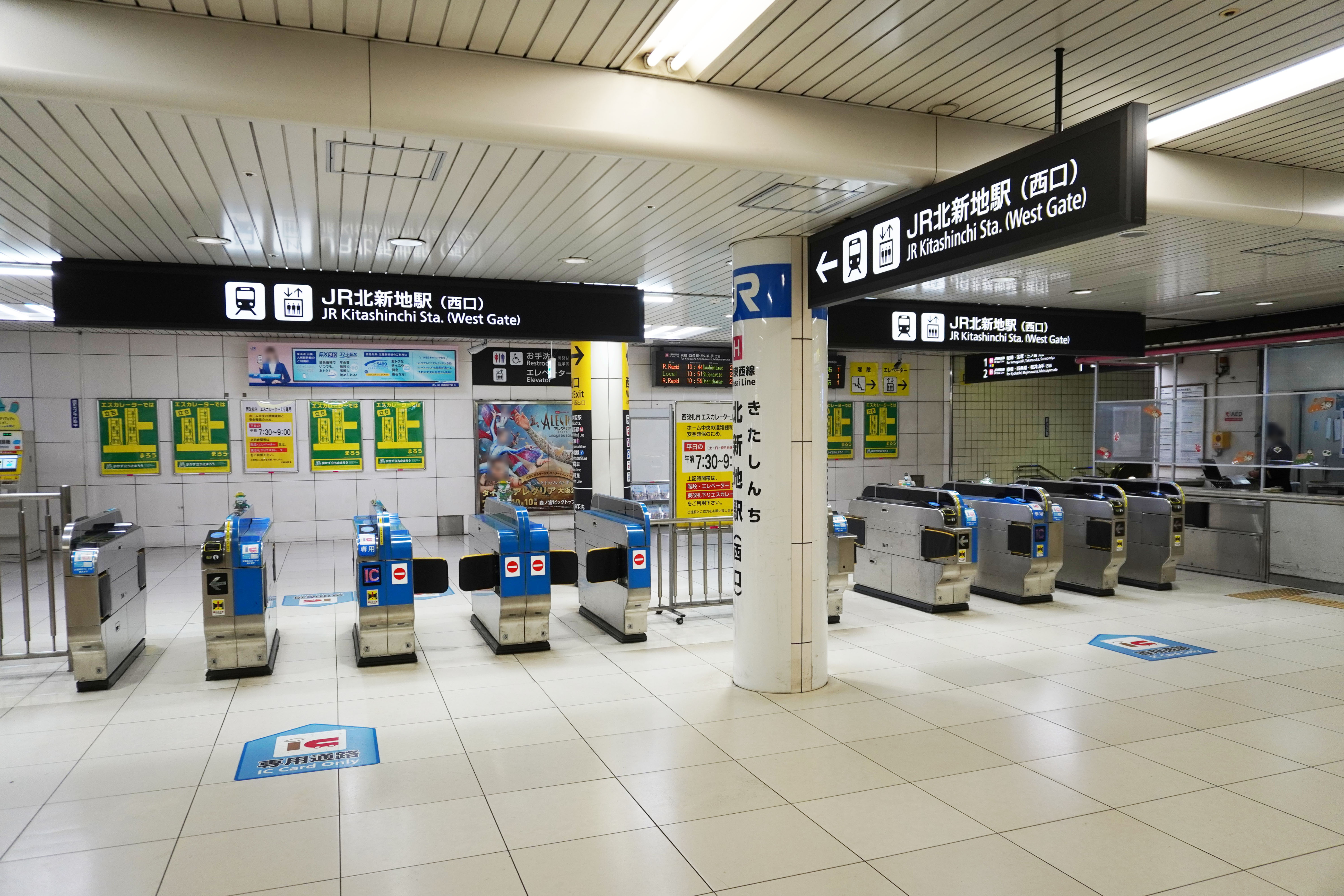
西驗票閘口(2021年10月)

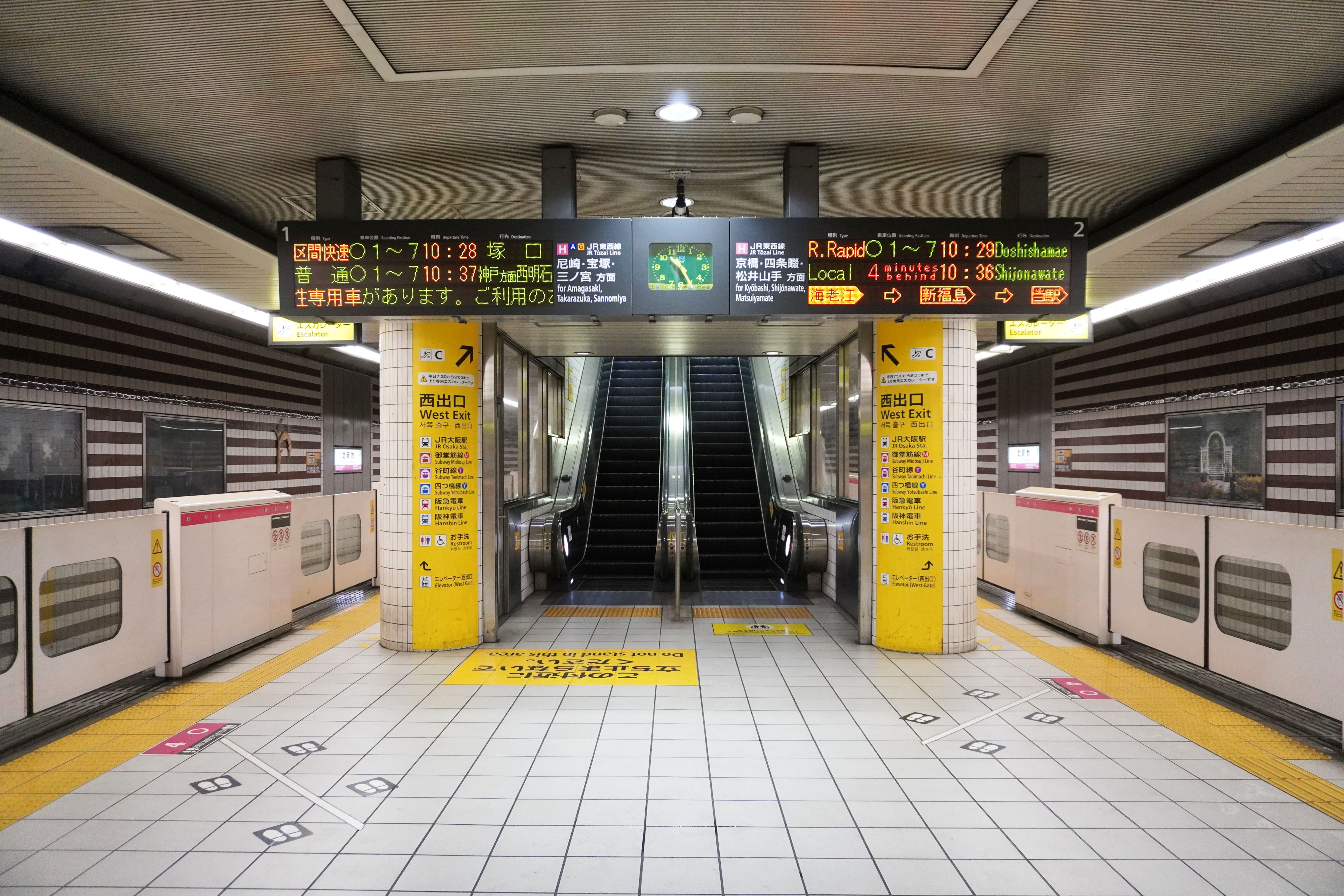
月台(2023年2月)

### 月台配置
| 月台 | 路線     | 方向 | 目的地                     |
| ---- | -------- | ---- | -------------------------- |
| 1    | JR東西線 | 下行 | 尼崎、寶塚、三之宮方向     |
| 2    | JR東西線 | 上行 | 京橋、四條畷、松井山手方向 |

## 歷史
- 1996年5月16日：車站名稱決定為「北新地站」。原定車站的名稱為“櫻橋站”。
- 1997年3月8日：JR東西線尼崎站至京橋站全線開業，本站同時投入服務。
- 2003年11月1日：接入IC卡“ ICOCA”系統。
- 2011年3月8日：接入JR寶塚線·JR東西線·學研都市線運營管理系統。同時車站開始使用發車旋律。 
  - 3月27日：月臺安全門投入服務。
- 2013年8月7日：自動檢票口系統更新。
- 2018年3月17日：引入車站編號JR-H44。

## 利用狀況
2022年（令和4年）一日平均上車人次為40,554人，JR西日本車站當中次於茨木站排行第17位。此站是JR西日本成立後開業的新站當中使用人數最多的。
開業後1日平均上車人次如下表。
| 年度               | 1日平均 上車人次 | 來源     |
| ------------------ | ---------------- | -------- |
| 1997年（平成09年） | 33,510           | [ * 1 ]  |
| 1998年（平成10年） | 39,292           | [ * 2 ]  |
| 1999年（平成11年） | 41,777           | [ * 3 ]  |
| 2000年（平成12年） | 43,231           | [ * 4 ]  |
| 2001年（平成13年） | 44,351           | [ * 5 ]  |
| 2002年（平成14年） | 44,884           | [ * 6 ]  |
| 2003年（平成15年） | 46,124           | [ * 7 ]  |
| 2004年（平成16年） | 47,072           | [ * 8 ]  |
| 2005年（平成17年） | 47,750           | [ * 9 ]  |
| 2006年（平成18年） | 48,972           | [ * 10 ] |
| 2007年（平成19年） | 49,407           | [ * 11 ] |
| 2008年（平成20年） | 50,482           | [ * 12 ] |
| 2009年（平成21年） | 49,210           | [ * 13 ] |
| 2010年（平成22年） | 47,842           | [ * 14 ] |
| 2011年（平成23年） | 47,713           | [ * 15 ] |
| 2012年（平成24年） | 48,016           | [ * 16 ] |
| 2013年（平成25年） | 49,047           | [ * 17 ] |
| 2014年（平成26年） | 48,049           | [ * 18 ] |
| 2015年（平成27年） | 49,248           | [ * 19 ] |
| 2016年（平成28年） | 49,702           | [ * 20 ] |
| 2017年（平成29年） | 50,788           | [ * 21 ] |
| 2018年（平成30年） | 51,122           | [ * 22 ] |
| 2019年（令和元年） | 50,397           | [ * 23 ] |
| 2020年（令和02年） | 38,686           | [ * 24 ] |
| 2021年（令和03年） | 37,377           | [ * 25 ] |
| 2022年（令和04年） | 40,554           | [ * 26 ] |

## 相鄰車站
西日本旅客鐵道
 JR東西線
■快速、■直通快速、■區間快速、■普通（JR東西線內各站停車）
大阪天滿宮（JR-H43）－北新地（JR-H44）－新福島（JR-H45）

### 使用情況
1. ↑  大阪府統計年鑑 （页面存档备份，存于） - 大阪府
2. ↑  大阪市統計書 （页面存档备份，存于） - 大阪市

由數據看見JR西日本
1. ↑   (PDF).   [2019-09-26]. （原始内容存档 (PDF)于2019-05-31）.
2. ↑   (PDF).   [2019-09-26]. （原始内容存档 (PDF)于2019-09-26）.
3. ↑   (PDF).   [2024-04-06]. （原始内容 (PDF)存档于2020-10-07）.
4. ↑   (PDF).   [2024-04-06]. （原始内容 (PDF)存档于2021-10-20）.
5. ↑   (PDF).   [2024-04-06]. （原始内容 (PDF)存档于2022-10-06）.
6. ↑   (PDF).   [2024-04-06]. （原始内容 (PDF)存档于2023-10-07）.

大阪府統計年鑑
1. ↑  大阪府統計年鑑（平成10年）PDF
2. ↑  大阪府統計年鑑（平成11年）PDF
3. ↑  大阪府統計年鑑（平成12年）PDF
4. ↑  大阪府統計年鑑（平成13年）PDF
5. ↑  大阪府統計年鑑（平成14年）PDF
6. ↑  大阪府統計年鑑（平成15年）PDF
7. ↑  大阪府統計年鑑（平成16年）PDF
8. ↑  大阪府統計年鑑（平成17年）PDF
9. ↑  大阪府統計年鑑（平成18年）PDF
10. ↑  大阪府統計年鑑（平成19年）PDF
11. ↑  大阪府統計年鑑（平成20年）PDF
12. ↑  大阪府統計年鑑（平成21年）PDF
13. ↑  大阪府統計年鑑（平成22年）PDF
14. ↑  大阪府統計年鑑（平成23年）PDF
15. ↑  大阪府統計年鑑（平成24年）PDF
16. ↑  大阪府統計年鑑（平成25年）PDF
17. ↑  大阪府統計年鑑（平成26年）PDF
18. ↑  大阪府統計年鑑（平成27年）PDF
19. ↑  大阪府統計年鑑（平成28年）PDF
20. ↑  大阪府統計年鑑（平成29年）PDF
21. ↑  大阪府統計年鑑（平成30年）PDF
22. ↑  大阪府統計年鑑（令和元年）PDF
23. ↑  大阪府統計年鑑（令和2年）PDF
24. ↑  大阪府統計年鑑（令和3年）PDF
25. ↑  大阪府統計年鑑（令和4年）PDF
26. ↑  大阪府統計年鑑（令和5年）PDF

## 外部連結
- 北新地｜車站資訊：JR出門網 - 西日本旅客鐵道